# Peter V av Portugal
Peter V av Portugal (Pedro V), född 16 september 1837, död 11 november 1861, var kung av Portugal 1853–1861, son till Maria II och Ferdinand II av Portugal.
När hans mor avled 1853 blev han kung men eftersom Peter då var omyndig var hans far landets regent. Peter tillträdde regeringen 1855. Han avled barnlös i en febersjukdom, enligt vissa källor tyfoidfeber, enligt andra kolera. 
Han gifte sig 1858 med Stephanie av Hohenzollern-Sigmaringen (1837–1859); dotter till Karl Anton av Hohenzollern-Sigmaringen och syster till kung Carol I av Rumänien). Hon avled i difteri knappt ett år efter giftermålet.